# Jack Johnson (calciatore 1924)
Jack Johnson (Odense, 3 luglio 1924 – Frederiksberg, 24 aprile 2002) è stato un calciatore e allenatore di calcio danese, di ruolo centrocampista.

## Biografia
Rimasto orfano in giovane età, passa la gioventù in orfanotrofio. Cambiò il proprio cognome da Johnsen in Johnson in onore del pugile statunitense Jack Johnson.
Durante il suo soggiorno in Kenya sposò una donna del luogo.

## Caratteristiche tecniche

### Calciatore
Poteva ricoprire più di un ruolo ma la posizione preferita era quella di interno destro. Era un marcatore molto duro e di temperamento.

### Allenatore
Era molto attento alla preparazione fisica dell'atleta, oltre ad essere molto protettivo nei confronti dei propri giocatori. Ai tempi dell'Odense diede alla squadra un gioco difensivo ma, al contempo pugnace e aggressivo. Al suo arrivo presso i keniani del Gor Mahia impose l'utilizzo del modulo 3-5-2, inedito a quelle latitudini.

## Carriera

### Calciatore

#### Club
Dopo aver iniziato a praticare calcio all'età di sette anni, a diciassette anni fu ingaggiato dal B 1909, club nel quale militerà sino al 1957, con brevi interruzioni per giocare in Scozia con i cadetti del Dundee Utd. Con il club di Odense ottenne come miglior risultato il terzo posto nella 1. division 1951-1952, oltre che vincere due campionati cadetti. Terminò la carriera nel 1957 all'età di 36 anni.

#### Nazionale
Ha giocato quattro incontri con la nazionale danese dal 1951 al 1954.

### Allenatore
Lasciato il calcio giocato divenne allenatore, guidando dal 1959 al 1967 il B 1913. Il suo periodo alla guida del club fu quello di maggior prestigio per la squadra di Odense e, dopo la vittoria del campionato cadetto nel 1959, Johnson portò il B 1913 a conquistare due secondi posti nel 1962 e nel 1963 oltre un terzo nel 1961. Nel 1963 portò alla vittoria dell'unico trofeo conquistato dal club, la coppa di Danimarca 1962-1963, battendo in finale il Køge BK. Guidò inoltre il club anche nelle competizioni europee, portando agli ottavi di finale della Coppa dei Campioni 1961-1962, perdendo contro i futuri finalisti del Real Madrid; vanta inoltre la partecipazione alla Coppa delle Coppe 1963-1964 ed alla Coppa delle Fiere 1964-1965, senza però mai superare il primo turno.
Nel biennio 1970-1971 allenò i cadetti dell'Odense. Successivamente tornò per un biennio al B 1913.
Dal 1974 al 1975 guidò i norvegesi del Molde, ottenendo un secondo posto nella 1. divisjon 1974.
Nel 1986 è alla guida dei faroesi del HB Tórshavn, con cui ottenne il secondo posto nella 1. deild 1986.
Nel 1987 si trasferisce in Kenya per allenare il Gor Mahia, imponendo alla squadra il modulo 3-5-2. La squadra ottenne sotto la sua guida numerosi successi, vincendo un campionato nel 1987, due Coppa di Kenya e soprattutto la Coppa delle Coppe d'Africa 1987, battendo in finale i tunisini dell'Espérance. L'arrivo di Johnson al Gor Mahia rilanciò le carriere di Peter Dawo e Isaiah Omondi, migliorandone la tecnica, l'aggressività e la prestazione fisica.

## Statistiche

### Cronologia presenze e reti in nazionale
| Cronologia completa delle presenze e delle reti in nazionale ― Danimarca | Cronologia completa delle presenze e delle reti in nazionale ― Danimarca | Cronologia completa delle presenze e delle reti in nazionale ― Danimarca | Cronologia completa delle presenze e delle reti in nazionale ― Danimarca | Cronologia completa delle presenze e delle reti in nazionale ― Danimarca | Cronologia completa delle presenze e delle reti in nazionale ― Danimarca | Cronologia completa delle presenze e delle reti in nazionale ― Danimarca | Cronologia completa delle presenze e delle reti in nazionale ― Danimarca |
| Data                                                                     | Città                                                                    | In casa                                                                  | Risultato                                                                | Ospiti                                                                   | Competizione                                                             | Reti                                                                     | Note                                                                     |
| ------------------------------------------------------------------------ | ------------------------------------------------------------------------ | ------------------------------------------------------------------------ | ------------------------------------------------------------------------ | ------------------------------------------------------------------------ | ------------------------------------------------------------------------ | ------------------------------------------------------------------------ | ------------------------------------------------------------------------ |
| 17-06-1951                                                               | Copenaghen                                                               | Danimarca                                                                | 1 – 1                                                                    | Austria                                                                  | Amichevole                                                               | -                                                                        |                                                                          |
| 16-09-1951                                                               | Oslo                                                                     | Norvegia                                                                 | 2 – 0                                                                    | Danimarca                                                                | Campionato nordico di calcio 1948-1951                                   | -                                                                        |                                                                          |
| 21-10-1951                                                               | Copenaghen                                                               | Danimarca                                                                | 3 – 1                                                                    | Svezia                                                                   | Campionato nordico di calcio 1948-1951                                   | -                                                                        |                                                                          |
| 19-09-1954                                                               | Copenaghen                                                               | Danimarca                                                                | 1 – 1                                                                    | Svizzera                                                                 | Amichevole                                                               | -                                                                        |                                                                          |
| Totale                                                                   |                                                                          | Presenze                                                                 | 4                                                                        |                                                                          | Reti                                                                     | 0                                                                        |                                                                          |

## Palmarès

### Calciatore
- 1. Division: 2

B 1909: 1949-1950, 1953-1954

### Allenatore

#### Competizioni nazionali
- 1. Division: 1

B 1913: 1958-1959
- Coppa di Danimarca: 1

B 1913: 1962-1963
- Campionato keniota: 1

Gor Mahia: 1987
- Coppa di Kenya: 2

Gor Mahia: 1987, 1988

#### Competizioni internazionali
- Coppa delle Coppe d'Africa: 1

Gor Mahia: 1987